# ISO 3166-2:SR

Mapa distriktů ve státě Surinam

Kódy ISO 3166-2 pro Surinam identifikují 10 distriktů (stav v roce 2015). První část (SR) je mezinárodní kód pro Surinam, druhá část sestává ze dvou písmen identifikujících distrikt.

## Seznam kódů
```
SR-BR Brokopondo (Brokopndo)
SR-CM Commewijne (Nieuw Amsterdam)
SR-CR Coronie (Totness)
SR-MA Marowijne (Albina)
SR-NI Nickerie (Nieuw-Nickerie)
SR-PM Paramaribo (Paramaribo)
SR-PR Para (Onverwacht)
SR-SA Saramacca (Groningen)
SR-SI Sipaliwini (–)
SR-WA Wanica (Lelydorp)
```